# Borrowella
Borrowella is een geslacht van vliesvleugeligen uit de familie Encyrtidae. De wetenschappelijke naam van dit geslacht is voor het eerst geldig gepubliceerd in 1923 door Girault.

## Soorten
Het geslacht Borrowella omvat de volgende soorten:
- Borrowella bioculata Girault, 1923
- Borrowella punctatinotum Girault, 1923